# Platymessa transversalis
Platymessa transversalis is een hooiwagen uit de familie Cosmetidae.